# Batman: The Dark Knight Returns
Batman: The Dark Knight Returns is een vierdelige miniserie comics uit 1986 geschreven en getekend door Frank Miller. Het verhaal speelt zich af in een tijdperk dat buiten de 'normale werkelijkheid' valt die DC Comics aanhoudt, wanneer hoofdpersonages Batman en Superman oude mannen geworden zijn.

## Verhaal
Na de dood van Jason Todd, de tweede Robin, zijn tien jaar verstreken, waarin Bruce Wayne gestopt is als Batman over de bevolking van Gotham City te waken. De straten zijn overgenomen door een gewelddadige, in haar eigen codetaal pratende bende mutanten, The Mutants.
Wanneer Wayne in het steegje waar zijn ouders ooit werden vermoord zelf in aanraking komt met de mutanten haalt hij het Batmanpak weer tevoorschijn. Het meisje Carrie Kelly wordt zijn nieuwe Robin. Hierdoor wordt ook voor het eerst in tien jaar de Joker weer actief, nadat die na het plotselinge verdwijnen van Batman tien jaar rustig zwijgend in Arkham Asylum heeft doorgebracht. Batman bestrijdt het geweld in de straten met geweld, waardoor de Amerikaanse regering Superman ervan overtuigt hem te stoppen.

## Thematiek
Het verhaal mondt uiteindelijk uit in een rechtstreekse confrontatie tussen de twee voornaamste personages van uitgever DC Comics, waarbij extreme intelligentie (Batman) tegenover extreme kracht (Superman) komt te staan. Een ander thema dat wordt aangesneden is de vraag of helden een antwoord vormen op schurken, ofdat schurken bestaansrecht ontlenen aan het bestaan van helden.

## Cast
Behalve Superman, Batman, Robin en de Joker gebruikte Miller een aantal andere personages uit het 'DC Universum', zoals:
- Alfred Pennyworth
- James Gordon
- Two-Face
- Oliver Queen
- Selina Kyle

Belangrijke nieuwe personages in The Dark Knight Returns zijn The Mutant Leader, de S.O.B.'s (Sons of Batman), Dr. Bartholomew Wolper en commissaris Ellen Yindel.

## Vervolg
The Dark Knight Returns werd in 2001/2002 door Miller zelf vervolgd met de driedelige miniserie Batman: The Dark Knight Strikes Again.